# Louis Orban de Xivry
Grégoire Louis François Orban de Xivry (La Roche, 14 maart 1811 - Barvaux-Condroz, 2 juli 1891) was een Belgisch volksvertegenwoordiger.

## Levensloop
Behorende tot de familie Orban de Xivry, was hij een zoon van Claude-François Orban, leerlooier, burgemeester van La Roche en lid van de Provinciale Staten van Luxemburg, en van Antoinette de Xivry. Twee van zijn vele broers werden Belgisch senator, Edouard Charles Orban de Xivry en Grégoire Orban de Xivry. Hij trouwde met barones Françoise de Vivaris de Ramezée (1819-1896). Het huwelijk bleef kinderloos. 
Louis Orban promoveerde tot doctor in de rechten (1831) aan de Universiteit van Luik. In 1836, bij de eerste vernieuwing voor de provincieraden onder het Belgisch koninkrijk, werd hij verkozen tot provincieraadslid voor de provincie Luxemburg en werd onmiddellijk bestendig afgevaardigde, wat hij bleef tot in 1845. In 1844-1845 was hij ook ondervoorzitter van de provincieraad en in april-mei 1843 was hij interim-gouverneur. Hij werd opnieuw provincieraadslid van 1848 tot 1851.
In 1845 werd hij katholiek volksvertegenwoordiger voor het arrondissement Marche-en-Famenne en vervulde dit mandaat tot in 1848. Hij werd opnieuw volksvertegenwoordiger in 1851, ditmaal voor het arrondissement Neufchâteau en bleef het tot in 1854.